# 扬·兹洛哈
扬·兹洛哈（1942年3月24日—2013年7月1日），斯洛伐克前男子足球运动员，司职后卫。他曾代表捷克斯洛伐克国家队参加1970年国际足联世界杯，结果队伍止步小组赛阶段。